# Leonie Maier
Leonie Maier (Stuttgart, 1992. szeptember 29. –) Európa- és olimpiai bajnok német válogatott női labdarúgó, az Everton játékosa.

## Pályafutása

### Klubcsapat
Pályafutását a TV Aldingen csapatában kezdte, majd innen került a JSG Remseck-hez. 2009-ben a másodosztályú VfL Sindelfingen csapatába került. A szezont a második helyen fejezték be a Bayer 04 Leverkusen mögött. Az átigazolási időszak idején aláírt az élvonalbeli SC 07 Bad Neuenahr csapatához. 2010. augusztus 15-én debütált az SGS Essen ellen és az első gólját egy héttel később a Hamburger SV ellen szerezte a 80. percben.
2013 februárjában aláírt a Bayern Münchenhez, 2015. június 30-ig. Szeptember 7-én a VfL Wolfsburg ellen mutatkozott be a klubban a bajnokságban. 2014-ben ínszalagszakadást szenvedett és visszatértét követően a B csapatban lépett három alkalommal pályára és egy gólt szerzett. 2019. május 31-én jelentették be, hogy az angol Arsenal játékosa lesz a 2019–2020-as idénytől.
2021 júliusában két évre írt alá az Everton csapatához. A Birmingham City elleni debütáló mérkőzésén az első gólját is megszerezte.

### Válogatott
Végig járta a korosztályos válogatottakat, majd részt vett a 2009-es U17-es női labdarúgó-Európa-bajnokságon, ahol aranyérmesként fejezték be a tornát.A felnőtt válogatott tagjaként a 2013-as női labdarúgó-Európa-bajnokságon képviseltethette magát és aranyérmesként távozhatott Svédországból. A német U20-as válogatottal részt vett a 2012-es U20-as női labdarúgó-világbajnokságon. A tornán a döntőben az amerikai női U20-as válogatott ellen 1–0-ra kaptak ki.
A 2015-ös női labdarúgó-világbajnokságon is tagja volt a felnőtt keretnek. A 2016-os olimpián 5 mérkőzésen lépett pályára és aranyérmesként távozott a válogatottal. A 2017-es női labdarúgó-Európa-bajnokságon és a 2019-es női labdarúgó-világbajnokságon is tagja volt a válogatottnak.

## Statisztika
2017. február 17.
| Klub               | Szezon           | Bajnokság | Bajnokság | Kupa  | Kupa  | Nemzetközi | Nemzetközi | Összesen | Összesen |
| Klub               | Szezon           | Mérk.     | Gólok     | Mérk. | Gólok | Mérk.      | Gólok      | Mérk.    | Gólok    |
| ------------------ | ---------------- | --------- | --------- | ----- | ----- | ---------- | ---------- | -------- | -------- |
| SC 07 Bad Neuenahr | 2010–11          | 21        | 2         | 4     | 1     | 0          | 0          | 25       | 3        |
| SC 07 Bad Neuenahr | 2011–12          | 22        | 0         | 3     | 0     | 0          | 0          | 25       | 0        |
| SC 07 Bad Neuenahr | 2012–13          | 22        | 5         | 2     | 0     | 0          | 0          | 24       | 5        |
| SC 07 Bad Neuenahr | Összesen         | 65        | 7         | 9     | 1     | 0          | 0          | 74       | 8        |
| Bayern München     | 2013–14          | 12        | 1         | 2     | 0     | 0          | 0          | 14       | 1        |
| Bayern München     | 2014–15          | 13        | 0         | 1     | 0     | 0          | 0          | 14       | 0        |
| Bayern München     | 2015–16          | 18        | 0         | 3     | 0     | 2          | 0          | 23       | 0        |
| Bayern München     | 2016–17          | 9         | 0         | 2     | 2     | 3          | 0          | 14       | 2        |
| Bayern München     | Összesen         | 52        | 1         | 8     | 2     | 5          | 0          | 65       | 3        |
| Bayern München B   | 2014–15          | 3         | 1         | 0     | 0     | 0          | 0          | 3        | 1        |
| Bayern München B   | Összesen         | 3         | 1         | 0     | 0     | 0          | 0          | 3        | 1        |
| Karrier összesen   | Karrier összesen | 120       | 9         | 17    | 3     | 5          | 0          | 142      | 12       |

## Sikerei, díjai

### Klub
- Bayern München
  - Női Bundesliga: 2014–15, 2015–16

### Válogatott
- Németország U17
  - U17-es női labdarúgó-Európa-bajnokság: 2009
- Németország U19
  - U19-es női labdarúgó-Európa-bajnokság: 2011
- Németország U20
  - U20-as női labdarúgó-világbajnokság döntős: 2012
- Németország
  - Női labdarúgó-Európa-bajnokság: 2013
  - Algarve-kupa: 2014
  - Olimpia: 2016